# Mano del desierto
La Mano del desierto es una escultura ubicada a 75 km al sur de la ciudad de Antofagasta, a un costado de la ruta 5 Panamericana. Fue construida por el escultor chileno Mario Irarrázabal, a 1100 m s. n. m. (metros sobre el nivel del mar). La escultura, construida a base de hormigón armado, posee una altura de 11 m. Fue inaugurada el 28 de marzo de 1992 y su construcción fue costeada gracias a aportes de la Corporación Pro Antofagasta. Su mantenimiento corre por cuenta de la misma corporación, quien realiza operativos de limpieza, pues la escultura es constante blanco de grafitis.
Según su autor, cada visitante a la Mano del Desierto puede dar su propia interpretación del significado de esta escultura. Algunos dicen que es la ciudad despidiéndose del viajero. Según otros, representa a las víctimas de la injusticia y la tortura durante la dictadura militar de 1973-1990.
Es un punto de visita turístico para los viajeros que circulan por la Ruta 5 (carretera Panamericana).
El mismo artista ha realizado esculturas similares en las arenas de la playa Brava de Punta del Este (el monumento de La Mano de Punta del Este) en 1982, en el parque Juan Carlos I de Madrid, en Puerto Natales, y en Venecia.

## Acceso
La Mano del desierto está ubicada a setenta y cinco kilómetros al sur de la ciudad de Antofagasta, a trescientos metros al costado de la ruta 5 Norte, carretera por la cual se puede acceder. El punto de referencia más cercano es la Ciudad Empresarial La Negra.
Desde Antofagasta, se puede acceder por la Ruta 26 y la Ruta 28, las cuales se conectan con la Ruta 5.

## Centro de Astroturismo
Dada la localidad y su especial calidad astronómica, la Mano del Desierto ha sido utilizada como un referente nacional del astro turismo y de la astrofotografía. Su calidad le permitió ser considerado un destino turístico Starlight hasta 2018. Anualmente, diversos turistas visitan esta localidad para realizar astrofotografía.

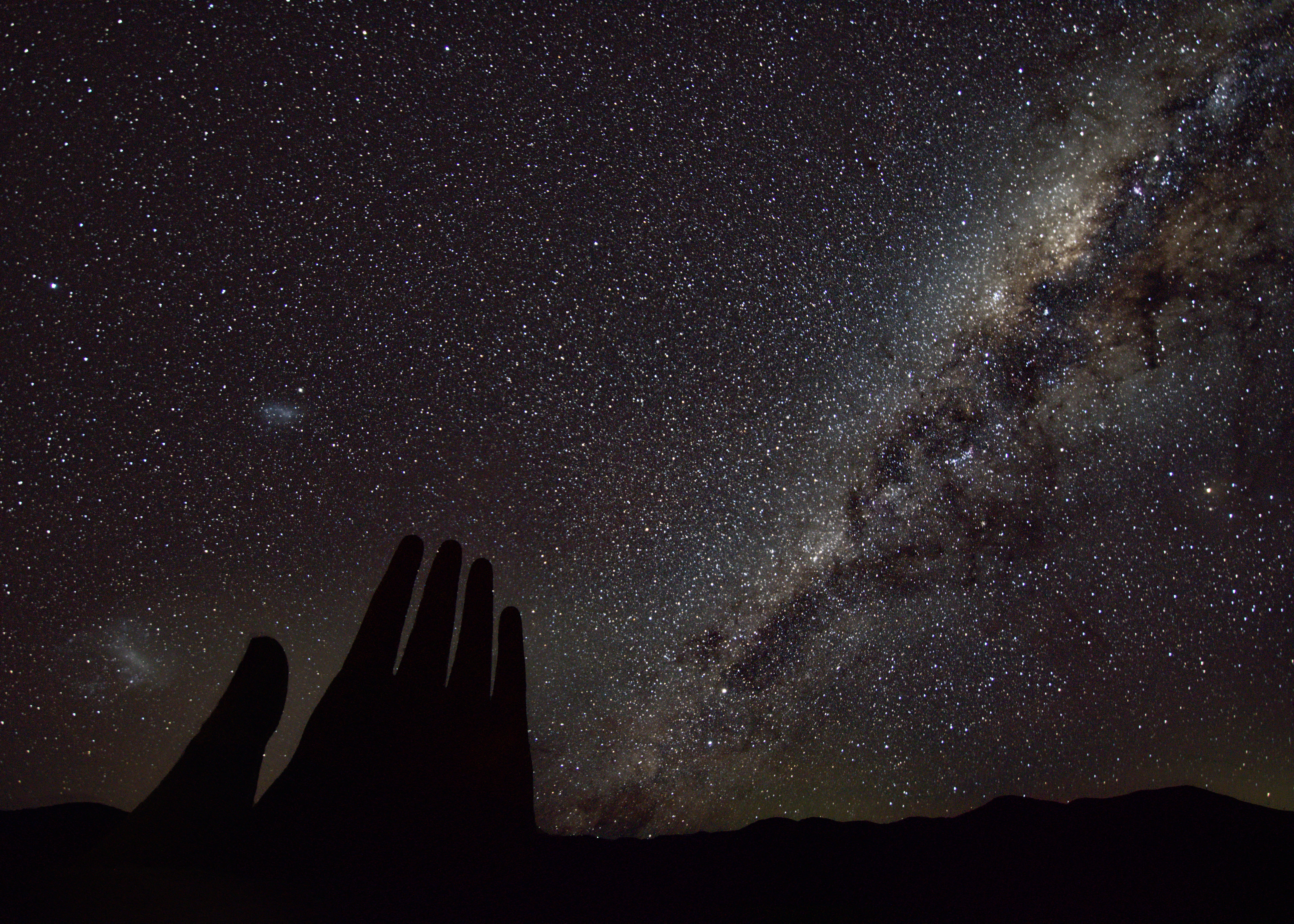
La Mano del Desierto es una estatua localizada en el desierto de Antofagasta, lugar que se transformó en un centro de astro turismo en el país de Chile. Esta fotografía, tomada el 8 de septiembre del 2018 fue entregada al tercer maratón starlight.